# MORIYAMA
MORIYAMA（モリヤマ、1984年8月26日 - ）は、日本のお笑い芸人。元SMA HEET Project所属。本名：森山智生（もりやま ともを）。
元モンチャック、すっぴんピエロ。2022年6月19日より、ゆず姉とのコンビ「ゆずの花」を結成して活動。
2024年2月29日、同日でゆずの花はSMAを退所することを発表。「ゆずの花としてもう一度お笑いと向き合うには、一度フリーとなって活動することがベスト」と結論付けての円満退社であるとしている。

## 芸風
主にフリップネタ、1人コント、モノマネが得意。
貴乃花親方のモノマネをしながらリズムネタをする「リズム貴乃花」や、3枚のカードをランダムに引いて出来た文章をセーフかアウトか判断する「セクハラ甲子園」、男ならでの理想なシチュエーションを演じる「俺の夢」などがある。
ゆずの花では、モノマネ漫才、コントを主に行う。

## 賞レース

### R-1グランプリ
- 2010年 3回戦
- 2011年 3回戦
- 2012年 準決勝
- 2013年 準決勝
- 2014年 3回戦
- 2015年 3回戦
- 2016年 3回戦
- 2017年 辞退
- 2018年 辞退
- 2019年 3回戦
- 2020年 準決勝
- 2024年 2回戦
- 2025年 準々決勝

### その他賞レース
- SMAホープ大賞2019　松本人志審査員特別賞
- 細かすぎて伝わらないモノマネ2023 決勝進出
- 2023年 G-1グランプリ 準決勝進出